# Juniata Terminal

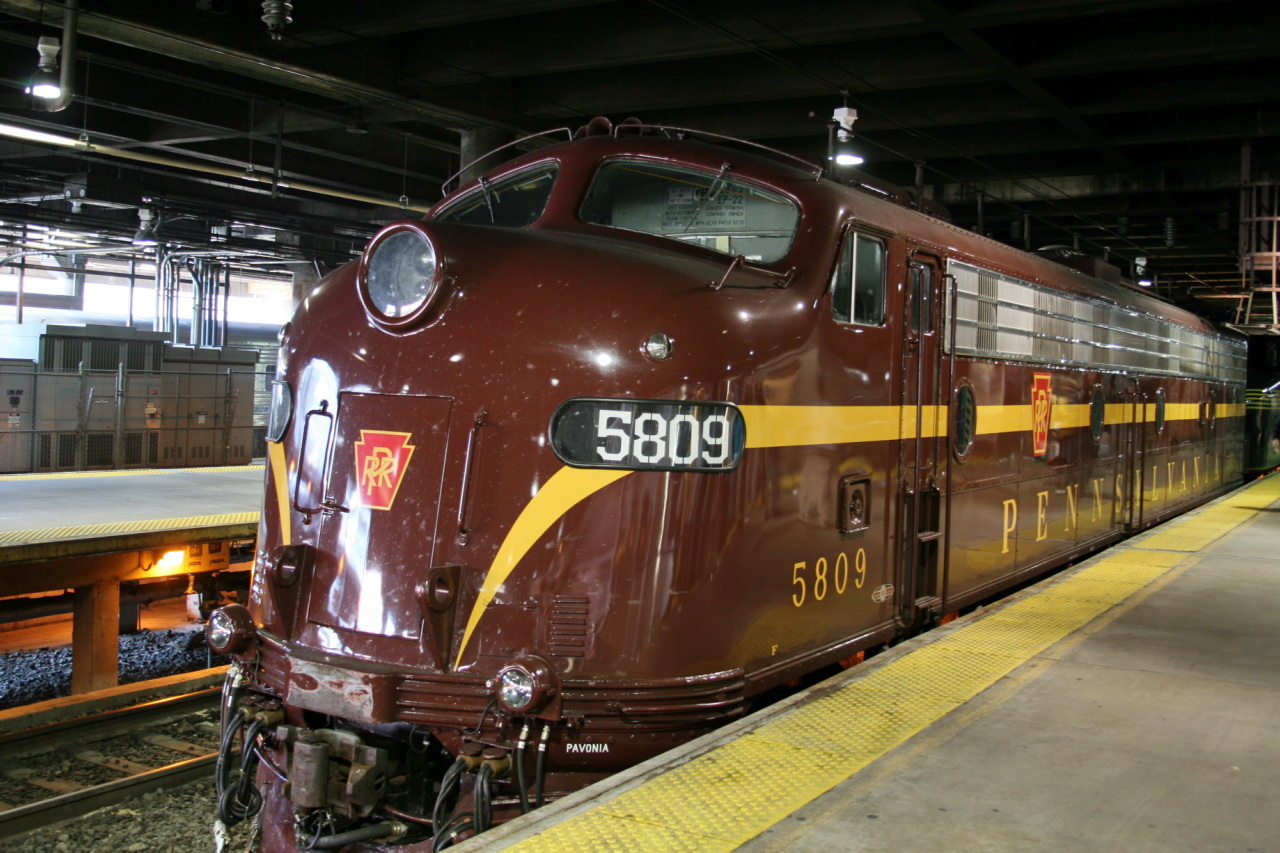
Restaurierte EMD E8 Nr. 5809

Die Juniata Terminal Company (AAR-reporting mark: JTFS) ist eine Rangier-Eisenbahngesellschaft in Philadelphia in den Vereinigten Staaten.
Die Gesellschaft betrieb seit 1987 das rund zwei Kilometer langes Streckennetz des früheren Philadelphia Terminal der Pennsylvania Railroad zur Belieferung eines Werkes zur Reparatur von Personenwagen sowie Verladerampen für Drahtrollen und Papierballen. Heute bietet die Gesellschaft die Wartung und Reparatur von Lokomotiven und Reisezugwagen sowie die Vermietung von Lokomotiven an. Es besteht eine Verbindung zum Nordost-Korridor von Amtrak sowie zur Conrail Shared Assets Operation. Haupteigentümer der Juniata Terminal Company ist Bennett Levin.
Das Unternehmen besitzt derzeit drei Lokomotiven EMD E8A. Zwei davon waren jahrelang im Sonderzug von Conrail eingesetzt. Sie erhielten 2000/2001 ihre ursprüngliche Pennsylvania-Railroad-Lackierung. Die Lokomotiven sowie dazugehörige Reisezugwagen stehen seither für Sonderzügen zur Verfügung. So wurde der Zug 2007 durch Prinz Charles bei seinem Besuch der Vereinigten Staaten genutzt. Weiterhin besitzt die Juniata Terminal drei EMD SW1500 für Rangierarbeiten.